# U–544
Az U–544 tengeralattjárót a német haditengerészet rendelte a hamburgi Deutsche Werft AG-től 1941. június 5-én. A hajót 1943. május 5-én állították szolgálatba. Egy harci küldetése volt, ellenséges hajót nem süllyesztett el.

## Pályafutása
Az U–544 1943. november 9-én futott ki Kielből egyetlen járőrútjára, kapitánya Willy Mattke volt. 1944. január 16-án a búvárhajót mélységi bombákkal és rakétákkal megtámadta a USS Guadalcanal amerikai repülőgép-hordozóról felszálló TBF Avenger. A tengeralattjáró teljes legénysége, 57 tengerész elesett.

## Kapitány
| Név          | Kezdőnap       | Zárónap          |
| ------------ | -------------- | ---------------- |
| Willy Mattke | 1943. május 5. | 1944. január 16. |

## Őrjárat
| Indulás | Indulónap         | Érkezés | Zárónap          |
| ------- | ----------------- | ------- | ---------------- |
| Kiel    | 1943. november 9. | *       | 1944. január 16. |

* A hajó nem jutott el célállomására, elsüllyesztették